# 예스 오어 노 (영화)
예스 오어 노(Yes or No, Yaak Rak Gaw Rak Loey)는 태국에서 제작된 사라츠와디 웡솜펫 감독의 2010년 코미디, 멜로/로맨스 영화이다. 아옴 수차랏 마나잉 등이 주연으로 출연하였다.

## 출연

### 주연
- 아옴 수차랏 마나잉
- 수파나트 기타리라